# Peter Kubicki

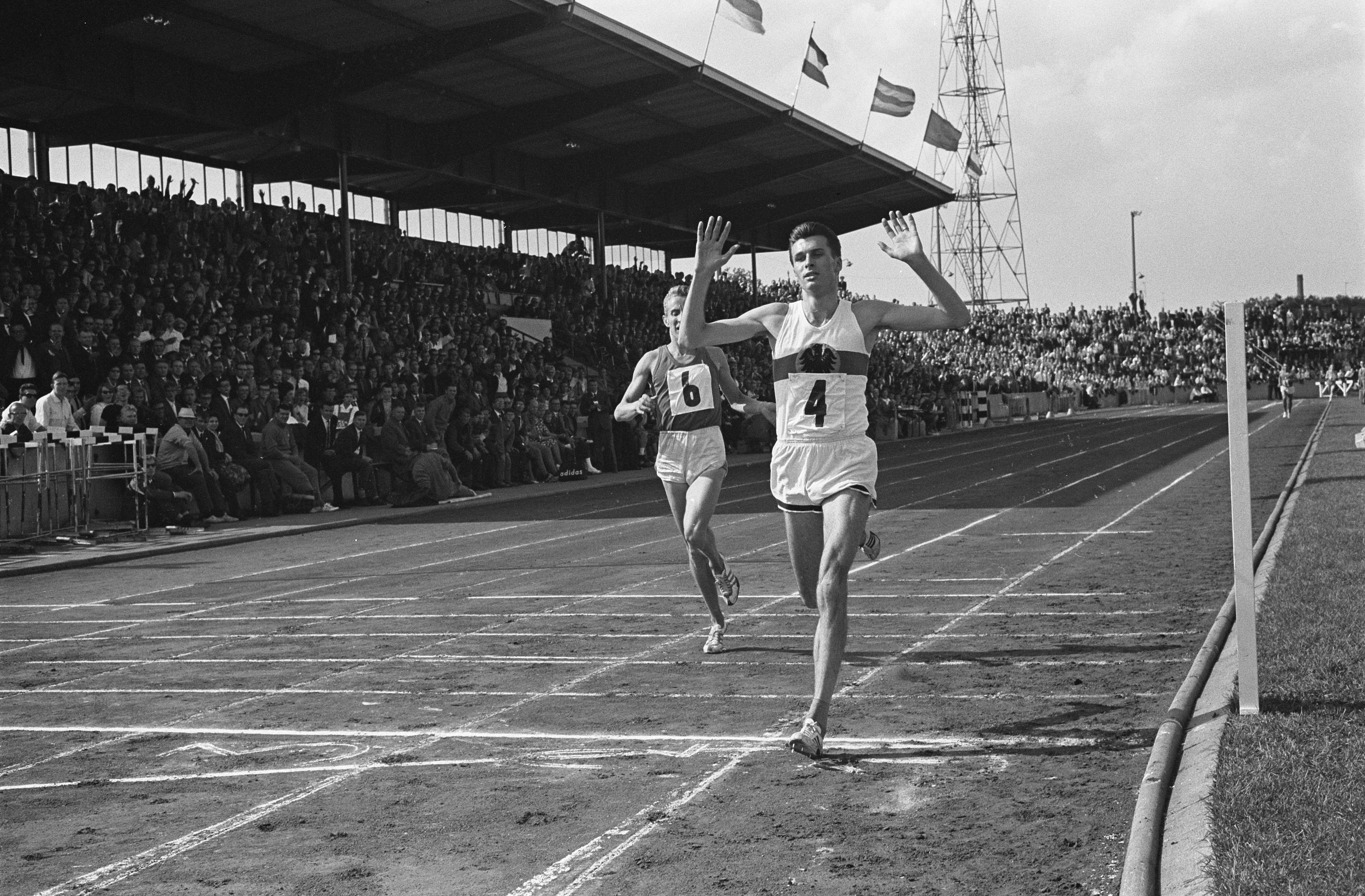
Peter Kubicki siegt über 10.000 Meter beim Länderkampf 1963 in Enschede.

Peter Kubicki (* 5. Oktober 1938 in Berlin-Spandau) ist ein ehemaliger deutscher Leichtathlet, der sich auf den Langstreckenlauf spezialisiert hatte.

## Karriere
Peter Kubicki startete für den SC Charlottenburg.
Bei den Deutschen Meisterschaften 1962 in Hamburg gewann Kubicki die Titel über 5000 Meter und über 10.000 Meter. 1963 in Augsburg konnte er diesen Doppelsieg wiederholen. Kubicki gewann außerdem Meistertitel im Waldlauf und in der Halle.
Peter Kubicki lief von 1961 bis 1966 bei 19 Meisterschaften und Länderkämpfen im Nationaltrikot. Bei den Europameisterschaften 1962 in Belgrad belegte Kubicki über 10.000 Meter den 18. Platz. Drei Tage danach wurde Kubicki Neunter über 5000 Meter. Vier Jahre später bei den Europameisterschaften 1966 in Budapest lief Kubicki nur über 10.000 Meter und belegte den 14. Platz.
1961 wurde Peter Kubicki Dritter über 5000 Meter bei der Universiade in Sofia. Er schloss sein Studium als Diplom-Kaufmann ab.

## Bestleistungen
- 5000 Meter: 13:53,4 Minuten, 13. September 1962 in Belgrad (Vorlauf der Europameisterschaften)
- 10.000 Meter: 28:47,8 Minuten, 1. Juli 1966 in Berlin